# Código prescriptivo
En construcción, se denomina código prescriptivo a aquel código o normativa que para ser cumplido obliga a la utilización de las soluciones que indica el propio código. Esto limita la innovación y el uso de nuevas técnicas, que no pueden ser utilizadas al encontrarse fuera de normativa aunque su resultado sea mejor que el de las propuestas por el código. Por ello, los códigos prescriptivos se consideran un enfoque obsoleto.
Se distingue así de los códigos basados en prestaciones, en los que lo que se busca es la adecuación del resultado final, independientemente de las técnicas utilizadas en la construcción.
Algunos ejemplos de códigos prescriptivos son las Normas Básicas de la Edificación, las Normas Tecnológicas o las normas UNE. Otros códigos contrarios a este principio, y por lo tanto basados en prestaciones, son el Código Técnico de la Edificación o los Eurocódigos.